# Teruki Tanaka
Teruki Tanaka (jap. 田中 輝希 Tanaka Teruki; ur. 26 sierpnia 1992) – japoński piłkarz występujący na pozycji pomocnika. Obecnie występuje w V-Varen Nagasaki.

## Kariera klubowa
Od 2011 roku występował w klubach Nagoya Grampus, Oita Trinita i V-Varen Nagasaki.